# (7220) Philnicholson
(7220) Philnicholson est un astéroïde de la ceinture principale.

## Description
(7220) Philnicholson est un astéroïde de la ceinture principale. Il fut découvert le 30 août 1981 à la station Anderson Mesa par Edward L. G. Bowell. Il présente une orbite caractérisée par un demi-grand axe de 2,42 UA, une excentricité de 0,22 et une inclinaison de 1,1° par rapport à l'écliptique.

## Compléments